# Parki narodowe na Słowacji
Parki narodowe na Słowacji – obszary prawnie chronione na terenie Słowacji wyróżniające się ekosystemami zasadniczo niezmienionymi przez działalność człowieka lub naturalną strukturą krajobrazu, zwykle o powierzchni ponad 1000 ha, tworzące ponadregionalne ośrodki najważniejszego dziedzictwa naturalnego.
Na terytorium Słowacji znajduje się 9 parków narodowych zajmujących 6,5% powierzchni kraju (stan na 2020 rok).

## Historia
Historia ochrony przyrody na Słowacji sięga XIII w., kiedy ochroną objęto żubra europejskiego i obszar obecnego rezerwatu Badínsky prales niedaleko Bańskiej Bystrzycy . W 1876 roku wyznaczono pierwszy obszar chroniony – Wielicki Ogród (słow. Kvetnica) w Dolinie Wielickiej w Tatrach Wysokich . Pierwszym parkiem powstałym na terenie współczesnej Słowacji był Tatrzański Park Narodowy powołany 18 grudnia 1948 roku  – park rozpoczął swoją działalność 1 stycznia 1949 roku .
Parki narodowe na terenie Słowacji to obszary prawnie chronione wyróżniające się ekosystemami zasadniczo niezmienionymi przez działalność człowieka lub naturalną strukturą krajobrazu, zwykle o powierzchni ponad 1000 ha, tworzące ponadregionalne ośrodki najważniejszego dziedzictwa naturalnego .
Na terytorium Słowacji znajduje się 9 parków narodowych zajmujących 6,5% powierzchni kraju (stan na 2020 rok) .

## Parki narodowe
Poniższa tabela przedstawia słowackie parki narodowe:
Nazwa parku narodowego – polska nazwa wraz z nazwą w języku słowackim;
 Rok utworzenia – rok utworzenia/rozszerzenia parku;
Powierzchnia – powierzchnia parku w km²;
Położenie – kraj;
Uwagi – informacje na temat statusu rezerwatu biosfery UNESCO, posiadanych certyfikatów, przyznanych nagród i wyróżnień międzynarodowych itp.
| Lp. | Zdjęcie | Nazwa parku narodowego                                    | Rok utworzenia                                | Powierzchnia (km²) | Położenie                                           | Uwagi                                                                         |
| --- | ------- | --------------------------------------------------------- | --------------------------------------------- | ------------------ | --------------------------------------------------- | ----------------------------------------------------------------------------- |
| 1.  |         | Tatrzański Park Narodowy Tatranský národný park           | 1948 1987 2003                                | 738                | Kraj preszowski Kraj żyliński                       | Ostoja ptaków IBA                                                             |
| 2.  |         | Pieniński Park Narodowy Pieninský národný park            | 1967 1997                                     | 37,5               | Kraj preszowski                                     | Należy do sieci Natura 2000                                                   |
| 3.  |         | Park Narodowy „Niżne Tatry” Národný park Nízke Tatry      | 1978 1997                                     | 728                | Kraj bańskobystrzycki Kraj preszowski Kraj żyliński | Ostoja ptaków IBA                                                             |
| 4.  |         | Park Narodowy „Mała Fatra” Národný park Malá Fatra        | 1967 (park krajobrazowy) 1988 (park narodowy) | 226,3              | Kraj żyliński                                       | Ostoja ptaków IBA                                                             |
| 5.  |         | Park Narodowy „Słowacki Raj” Národný park Slovenský raj   | 1964 (park krajobrazowy) 1988 (park narodowy) | 197,63             | Kraj koszycki Kraj preszowski                       | Ostoja ptaków IBA                                                             |
| 6.  |         | Park Narodowy „Połoniny” Národný park Poloniny            | 1997                                          | 298,05             | Kraj preszowski                                     | Europejski Dyplom dla Obszarów Chronionych                                    |
| 7.  |         | Národný park Muránska planina                             | 1977 (park krajobrazowy) 1997 (park narodowy) | 203,18             | Kraj bańskobystrzycki                               | Ostoja ptaków IBA                                                             |
| 8.  |         | Park Narodowy „Wielka Fatra” Národný park Veľká Fatra     | 1974 (park krajobrazowy) 2002 (park narodowy) | 403,71             | Kraj bańskobystrzycki Kraj żyliński                 | Ostoja ptaków IBA                                                             |
| 9.  |         | Park Narodowy „Kras Słowacki” Národný park Slovenský kras | 1973 (park krajobrazowy) 2002 (park narodowy) | 346,11             | Kraj koszycki                                       | Od 1977 roku Kras Słowacki jest rezerwatem biosfery UNESCO; ostoja ptaków IBA |